# راي وايت (ملاكم)
راي وايت (بالإنجليزية: Ray White)‏ (5 أغسطس 1938 - ) هو ملاكم أمريكي، صنّف ضمن فئة الوزن الثقيل الخفيف ‏.

## روابط خارجية
- راي وايت على موقع بوكس ريك (الإنجليزية) (registration required)